# Oued Zehour
Oued Zehour (în arabă وادي اازهور) este o comună din provincia Skikda, Algeria.
Populația comunei este de 6.744 de locuitori (2008).